# Algalia (instrumento)
Se llama algalia a un instrumento de cirugía que sirve para dar salida a la orina cuando está detenida y acumulada en la vejiga por medio de la dilatación. La acción de introducir una algalia en la vejiga se llama así cateterismo. 
No es cierto que los griegos conociesen el empleo de la algalia en las enfermedades de las vías urinarias pero sabemos positivamente que los latinos la usaban. En efecto,el médico Romano Aulo Cornelio Celso recomienda servirse de este instrumento en la retención de orina, procedente, ya de debilidad senil, ya de un cálculo vexical o también de un estado inflamatorio y describe muy bien la manera como debe introducirse. La forma y el volumen de las algalias varía según las circunstancias, igual que el materia de que están fabricadas, según que se quieran flexibles o sólidas. 